# Kæmpestillehavsblæksprutte
Kæmpestillehavsblæksprutten (Enteroctopus dofleini) er en ottearmet blæksprutte, der er udbredt i det tempererede nordvestlige og nordøstlige Stillehav. Kæmpestillehavsblæksprutten kan blive 3-5 m lang, og er bundlevende ned til 750 m. Et tvivlsomt kadaver fundet i 1976 er blevet tolket til at have en spændvidde (målt fra armspids til armspids) på 9 m.

## Intelligens og levevis
Denne art er et af de største hvirvelløse dyr, men også et af de mest intelligente.[kilde mangler] De kan endda løse simple problemer, såsom at finde vej i en labyrint ved tilfældigheder og huske vejen i lang tid derefter. Den har som andre blæksprutter store komplekse øjne og følsomme sugekopper, der kan skelne imellem objekter alene ved at berøre dem.
Som andre blæksprutter kan den hurtigt skifte farve ved at sammensnøre eller udvide pigmenterede områder i særlige celler kaldet kromatoforer, så den er altid camoufleret uanset baggrundens farve. Den bruger også farver til at vise sit humør og bliver rød når den er irriteret, og bleg, hvis den er stresset.
De fleste blæksprutter har ingen yngelpleje, men denne arts hunner vogter på æggene i op til otte måneder, indtil de klækkes. I denne periode æder hun ikke og leder vand over æggene, for at holde dem rene.